# 방하남
방하남(房河男, 1957년 12월 16일 ~ )은 대한민국의 제4대 고용노동부 장관과 한국노동연구원 원장을 역임하였다.

## 생애
한국외국어대학교에서 영어학과를 졸업했으며 밴더빌트대학교대학원의 사회학과에서 석사 학위를 취득하였고, 위스콘신대 매디슨교 대학원의 사회학과에서 박사 학위를 받았다. 박사과정 중 미국 빈곤문제연구소에서 연구원으로 근무하기도 했으며 이후 한국노동연구원으로 옮겨 17년간 대한민국의 장년 고용 및 연금제도 관련 연구 등을 주도했다. 한국노동연구원에서 연구조정실장과 고용보험연구센터 소장, 노동시장연구본부 본부장 등을 지냈다. 그 밖에도 중앙대학교 사회과학대학 사회학과 겸임교수 및 한국연금학회 부회장 등을 지내는 등, 고용·복지 이론을 현실과 접목하는 데 주력했다. 
2013년 3월 11일부터 2014년 7월 15일까지 제4대 고용노동부 장관을 지냈다. 첫 노동연구원 출신 장관이다.
2015년부터 2017년까지 한국노동연구원 원장을 역임하였다.

## 학력
- 서울고등학교
- 1975 ~ 1982 한국외국어대학교 영어학과 학사
- 1986 ~ 1990 밴더빌트 대학교 대학원 사회학 석사
- 위스콘신 대학교 메디슨캠퍼스 대학원 사회학 박사

## 경력
- 1995 한국노동연구원 연구조정실 실장
- 한국노동연구원 선임연구위원
- 한국노동연구원 고용보험연구센터소 소장
- ~ 2013.03 : 한국노동연구원 노동시장연구본부 본부장
- 2003.01 ~ 2003.12 : 노동부 근로복지정책 자문위원
- 2008.01 ~ 2008.06 : 경제사회발전 노사정위원회 수석전문위원
- 2009.07 ~ 2011.07 : 고용노동부 고용보험위원회 위원
- 2010.01 ~ 2010.12 : 한국사회보장학회 회장
- 중앙대학교 사회과학대학 사회학과 겸임교수
- 한국연금학회 부회장
- 2012.01 ~ 2012.12 : 제2대 한국연금학회 회장
- 제18대 대통령직 인수위원회 고용·복지 전문위원
- 2013.03 ~ 2014.07 : 고용노동부 장관
- 2015.01 ~ 2015.12 : 제5대 한국연금학회 회장
- 2015.06 ~ 2017.08 : 제11대 한국노동연구원 원장
- 국민대학교 행정대학원 석좌교수

## 저서
- 고용의 질 평가
- 중장기 노동정책의 비전과 전략
- 고령화시대의 노동시장 변화와 노동정책 과제